# José de San Martín
José Francisco de San Martín Matorras (født 25. februar 1778 i Yapeyú i vicekongedømmet La Plata som nu er en del af Argentina, død 17. august 1850 i Boulogne-sur-Mer i Frankrig) var en argentinsk general og befrielseshelt som spillede en central rolle i afkolonialiseringen af Latinamerika. Han medvirkede til løsrivelserne af Argentina, Chile og Peru.
Han er en nationalhelt i Argentina, og flere argentinske byer har en gade opkaldt efter ham.